# 똘똘이 소강시
"똘똘이 소강시"(The Smart Little Kang-si)는 한국에서 제작된 강구연 감독의 1988년 영화이다. 정태우 등이 주연으로 출연하였고 강대진 등이 제작에 참여하였다.

## 출연

### 주연
- 정태우
- 박미향

### 조연
- 유창국
- 권성영
- 진언유
- 사근근
- 이영만
- 양췬
- 마쉐원
- 왕립금
- 유사걸
- 이민석
- 장종전
- 장왕빈
- 창산
- 왕상빈
- 정두홍
- 리하이싱
- 이영만

## 기타
- 제작총지휘: 김우봉
- 조명: 조길수
- 조연출: 정종철
- 녹음: 손인호
- 주제가: 김유화
- 효과: 이재희